# 韋寧 (明尼蘇達州)
韋寧（英語：Vining）是一個位於美國明尼蘇達州奧特泰爾縣的城市。

## 歷史
韋寧於1882年設立，1909年升格為城市。韋寧的郵局自1882年起營運至今。

## 人口
根據2020年美國人口普查的數據，韋寧的面積為3.079平方千米，當中陸地面積為2.979平方千米，而水域面積為0.100平方千米。當地共有人口62人，而人口密度為每平方千米20人。